# Municipio de Wyndmere
El municipio de Wyndmere (en inglés: Wyndmere Township) es un municipio ubicado en el condado de Richland en el estado estadounidense de Dakota del Norte. En el año 2010 tenía una población de 82 habitantes y una densidad poblacional de 0,89 personas por km².

## Geografía
El municipio de Wyndmere se encuentra ubicado en las coordenadas 46°14′19″N 97°11′52″O / 46.23861, -97.19778. Según la Oficina del Censo de los Estados Unidos, el municipio tiene una superficie total de 91.87 km², de la cual 91,87 km² corresponden a tierra firme y (0 %) 0 km² es agua.

## Demografía
Según el censo de 2010, había 82 personas residiendo en el municipio de Wyndmere. La densidad de población era de 0,89 hab./km². De los 82 habitantes, el municipio de Wyndmere estaba compuesto por el 100 % blancos. Del total de la población el 1,22 % eran hispanos o latinos de cualquier raza.